# Resolutie 1482 Veiligheidsraad Verenigde Naties
Resolutie 1482 van de Veiligheidsraad van de Verenigde Naties was de laatste van drie resoluties van de VN-Veiligheidsraad op 19 mei 2003, en werd unaniem aangenomen. De Veiligheidsraad ging akkoord om vier rechters van het Rwandatribunaal hun lopende zaken te laten afronden na de afloop van hun ambtstermijn.

## Achtergrond
Toen Rwanda een Belgische kolonie was, werd de Tutsi-minderheid in het land verheven tot een elitie die de grote Hutu-minderheid wreed onderdrukte. Na de onafhankelijkheid werden de Tutsi verdreven en namen de Hutu de macht over. Het conflict bleef aanslepen, en in 1990 vielen Tutsi-milities verenigd als het FPR Rwanda binnen. Met westerse steun werden zij echter verdreven.
In Rwanda zelf werd de Hutu-bevolking opgehitst tegen de Tutsi. Dat leidde begin 1994 tot de Rwandese genocide. De UNAMIR-vredesmacht van de Verenigde Naties kon vanwege een te krap mandaat niet ingrijpen. Later dat jaar werd het Rwanda-tribunaal opgericht om de daders te vervolgen.

## Inhoud
Op vraag van secretaris-generaal Kofi Annan en de voorzitter en vice-voorzitter van het Rwandatribunaal dat volgende rechters hun lopende zaken mochten afronden na het verlopen van hun ambtstermijn op 24 mei 2003:
- Pavel Dolenc en Iakov Ostrovskij de zaak-Cyangugu.
- Winston Maqutu de zaak-Kajelijeli en de zaak-Kamuhanda.
- Navanethem Pillay de zaak-Media.

De afloop van de zaak Cyangugu was voorzien voor eind februari 2004. De andere zaken zouden voor het einde van 2003 moeten worden afgerond.

## Verwante resoluties
- Resolutie 1449 Veiligheidsraad Verenigde Naties (2002)
- Resolutie 1477 Veiligheidsraad Verenigde Naties
- Resolutie 1503 Veiligheidsraad Verenigde Naties
- Resolutie 1505 Veiligheidsraad Verenigde Naties

Lijst ·  1455 ·  1456 ·  1457 ·  1458 ·  1459 ·  1460 ·  1461 ·  1462 ·  1463 ·  1464 ·  1465 ·  1466 ·  1467 ·  1468 ·  1469 ·  1470 ·  1471 ·  1472 ·  1473 ·  1474 ·  1475 ·  1476 ·  1477 ·  1478 ·  1479 ·  1480 ·  1481 ·  1482 ·  1483 ·  1484 ·  1485 ·  1486 ·  1487 ·  1488 ·  1489 ·  1490 ·  1491 ·  1492 ·  1493 ·  1494 ·  1495 ·  1496 ·  1497 ·  1498 ·  1499 ·  1500 ·  1501 ·  1502 ·  1503 ·  1504 ·  1505 ·  1506 ·  1507 ·  1508 ·  1509 ·  1510 ·  1511 ·  1512 ·  1513 ·  1514 ·  1515 ·  1516 ·  1517 ·  1518 ·  1519 ·  1520 ·  1521